# 永遠の泉
『永遠の泉』（とわのいずみ）は、2012年6月16日にNHK「土曜ドラマスペシャル」で放送された日本のテレビドラマ。主演は寺尾聰。原作は藤原新也の短編小説「コスモスの影にはいつも誰かが隠れている」。

## あらすじ
弁護士の山内昭夫は、病気の妻を阿蘇山中で殺害した罪で逮捕され、殺害を自供した倉本洋司の国選弁護人を引き受ける。倉本の周囲からは、倉本夫妻は2人で1人と言っても過言ではないほど非常に仲が良く、倉本が芳子（妻）を殺す理由が見つからないとの声が相次いだ。死亡当日の夫妻の足取りを確認するため殺害現場の阿蘇へ向かうが、図らずも、妻の死以来、関係がギクシャクしたままの娘・百合とその恋人・寺部と行動を共にすることになる。山中で倉本の行動を追い、彼の無実を確信する中で、山内は12年前に亡くなった妻とのことを思い出していく。

## キャスト
山内昭夫 - 寺尾聰
弁護士。倉本洋司の国選弁護人。今回の事件を最後に引退しようと考えている。
12年前に妻・雅江（田中美佐子）を亡くしている。仕事にかまけて家庭を顧みず、妻の体調の変化に気付かず、癌で手の施しようがないと医師から説明を受けた後も現実から目を背けるように仕事に逃げ、妻の死にも立ち会わなかったことを、今でも娘から責められている。
山内百合 - 鈴木杏（小学生時：金銅優奈）
新人検察官。昭夫の娘。父に母の死の責任があると思っており、仲はあまり良くない。結婚すると何かしらの責任が生ずるから、との理由で恋人の寺部との結婚には否定的である。
寺部智之 - 山本耕史
百合の恋人。売れない漫画家。百合とは半同棲状態で料理担当。山歩きや植物に詳しい。
倉本洋司 - 小日向文世（青年期：浅利陽介）
妻を殺害した容疑で逮捕され、留置場に拘留されている。殺害を自供している。
テーラー倉本の店主。妻の余命宣告を受けていたが、本人には告げていなかった。
倉本芳子 - 奥貫薫（青年期：中西美帆、少女期：田中英里奈）
洋司の妻。店ではネームの刺繍や会計など雑務を担当していた。受注控え帳にその時々の思いを絵と言葉で書き記していた。
入院中に外泊許可を取り、夫と共に阿蘇山へ山歩きに行く。
その他のキャスト
- 森田幸三 - 鶴田忍
- 峰山美智子 - 中島ひろ子
- 中村（倉本を取り調べた刑事） - 塩野谷正幸
- 前川（事件の担当検事） - 山崎一
- 広野（芳子の担当医） - 蟹江一平
- シゲ（芳子と病院で同室だった女性） - 大方斐紗子
- 中田和子（山内の弁護士事務所の事務員） - 悠木千帆
- 博美（看護師） - 松岡恵望子
- 久保田康子 - 中野弘子
- 親戚 - 市山貴章、谷田川さほ、久木念、夏映子
- 芳子の同僚 - 多田香織
- 中山 - 山本學

## スタッフ
- 原作 - 藤原新也 「コスモスの影にはいつも誰かが隠れている」
- 脚本 - 金子成人
- 音楽 - 谷口尚久
- 劇中イラスト - わたなべさちよ、山元隼一